# Desterro do Melo
Desterro do Melo es un municipio brasilero del estado de Minas Gerais. Su población estimada en 2004 era de 3.050 habitantes.